# 緬濟布日

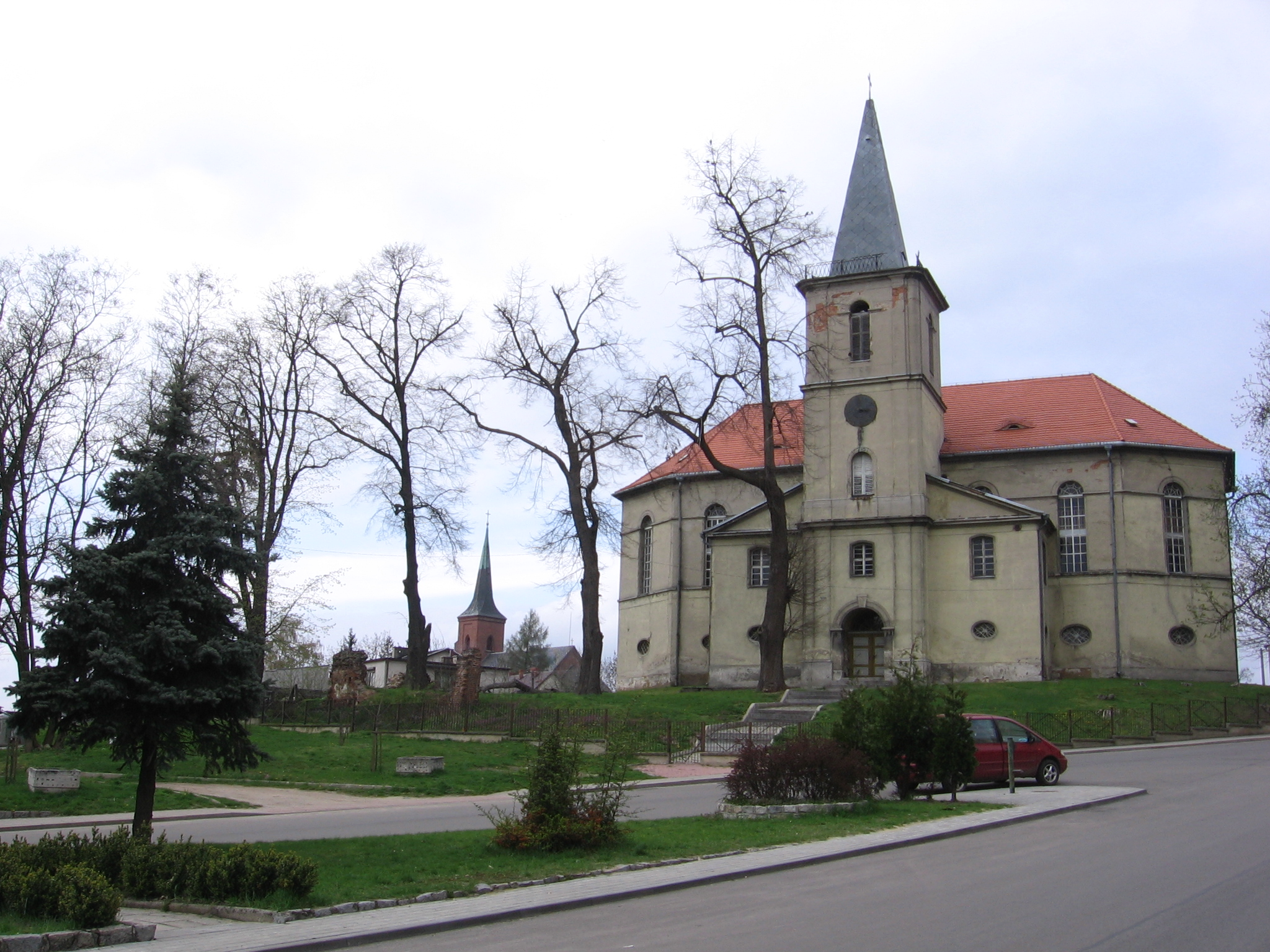

緬濟布日是波蘭的城鎮，位於該國西部，距離首府弗罗茨瓦夫54公里，由下西里西亞省負責管轄，始建於十二世紀，面積6.41平方公里，海拔高度272米，2006年人口2,356。
51°23′57″N 17°39′56″E / 51.39917°N 17.66556°E